# Football Hawk
Football Hawk (яп. フットボール鷹, Futtobōru Taka) — японська серія манґи, написана та проілюстрована Нобору Кавасакі. Серіал виходив у щотижневому журналі Weekly Shonen Magazine видавництва Kodansha з січня 1977 по квітень 1979 року і був опублікований у десяти томах.

## Медіа

### Манґа
Манґа, написана та проілюстрована Нобору Кавасакі, почала серіалізацію в журналі Weekly Shonen Magazine видавництва Kodansha 9 січня 1977 року. Публікація завершилася 1 квітня 1979 року. Розділи були зібрані в десять томів.

#### Список томів
| №  | Дата виходу     | ISBN                   |
| -- | --------------- | ---------------------- |
| 1  | 26 липня 1978   | ISBN 978-4-06-109483-3 |
| 2  | 26 липня 1978   | ISBN 978-4-06-109484-0 |
| 3  | 18 серпня 1978  | ISBN 978-4-06-172516-4 |
| 4  | 21 вересня 1978 | ISBN 978-4-06-172520-1 |
| 5  | 20 жовтня 1978  | ISBN 978-4-06-172526-3 |
| 6  | 19 грудня 1978  | ISBN 978-4-06-172551-5 |
| 7  | 23 січня 1979   | ISBN 978-4-06-172560-7 |
| 8  | 22 лютого 1979  | ISBN 978-4-06-172566-9 |
| 9  | 23 березня 1979 | ISBN 978-4-06-172571-3 |
| 10 | 20 квітня 1979  | ISBN 978-4-06-172578-2 |

### Аудіодрама
Адаптація у версії аудіодрами за сценарієм Мамору Сасакі та Кінья Аікава в головній ролі була випущена NHK FM Broadcast. Виходило шість епізодів з 14 по 19 серпня 1977 року.

## Сприйняття
У 1978 році серіал виграв 2-гу премію манґи Коданся в категорії сьонен.
Майк Тул з Anime News Network вважає, що історія не така мелодраматична, як «Ashita e Free Kick» Іккі Каджівара, але вона добре досліджена та має гарне оформлення. Він зробив висновок, що «Football Hawk є найуспішнішим відображенням [американського футболу] в манзі за досить довгий час».